# ホルン協奏曲 (細川俊夫)
ホルン協奏曲「開花の時」(ホルンきょうそうきょく「かいかのとき」、英: Horn Concerto -Moment of Blossoming-)は、日本の作曲家、細川俊夫が2010年に作曲したホルンと管弦楽のための協奏曲である。演奏時間は約17分。

## 作曲の経緯
作品はベルリン・フィルハーモニー管弦楽団、バービカン・センターとコンセルトヘボウ管弦楽団との共同委嘱によって制作された。
作品は当初、1982年におこなわれたベルリン・フィルハーモニー管弦楽団創立100周年記念作曲コンクールで細川が1位で入賞した際の新作委嘱として書かれる予定であったものが諸事情などによって実現しなかった。

## 初演
作品は2011年2月10日に、ドイツのベルリンで、シュテファン・ドールの独奏、サイモン・ラトルの指揮、ベルリン・フィルハーモニー管弦楽団の演奏によって世界初演された。
日本初演は2011年11月23日に、東京でシュテファン・ドールの独奏、サイモン・ラトルの指揮、ベルリン・フィルハーモニー管弦楽団の演奏によって初演された。

## 編成
独奏ホルン、フルート2 (ピッコロ、アルト・フルート持ち替え)、オーボエ2 (イングリッシュホルン持ち替え)、クラリネット2 (バスクラリネット持ち替え)、ファゴット2、ホルン2、トランペット2、トロンボーン2、チューバ、パーカッション3 (バスドラム、タムタム、アンティーク・シンバル、風鈴8、ティンパニ上に置かれた磬子8、トライアングル3、マラカス、ボンゴ、スネアドラム、マリンバ)、ハープ、チェレスタ、弦楽合奏、バンダ (ホルン2、トランペット、トロンボーン)